# DB-Baureihe 329
| Baureihe 329 Baureihe 399 101–104          | Baureihe 329 Baureihe 399 101–104      | Baureihe 329 Baureihe 399 101–104         | Baureihe 329 Baureihe 399 101–104      |
| ------------------------------------------ | -------------------------------------- | ----------------------------------------- | -------------------------------------- |
| 329 502 im Jahr 1983 am Anleger Wangerooge |                                        |                                           |                                        |
| Anzahl                                     | 1                                      | 2                                         | 1                                      |
| Nummerierung                               | V 11 901, Köf 99 501, 329 501          | V 11 902–903, Köf 99 502–503, 329 502–503 | 329 504                                |
| Hersteller                                 | Gmeinder                               | Gmeinder                                  | KHD                                    |
| Indienststellung                           | 1952                                   | 1956                                      | 1952, bei DB 1971                      |
| Ausmusterung                               | 1999                                   | 1999                                      | 1999                                   |
| Achsformel                                 | C                                      | C                                         | B                                      |
| Dienstgewicht                              | 16,5 t                                 | 16,5 t                                    | 13 t                                   |
| Gesamtlänge                                | 5.566 mm                               | 5.566 mm                                  | 6.090 mm                               |
| Höhe                                       | 2.800 mm                               | 2.800 mm                                  | 2.880 mm                               |
| Breite                                     | 2.030 mm                               | 2.600 mm                                  | 2.100 mm                               |
| Raddurchmesser                             | 700 mm                                 | 700 mm                                    | 820 mm                                 |
| Achsstand                                  | 900 mm                                 | 900 mm                                    | 2.700 mm                               |
| Gesamtachsstand                            | 1.800 mm                               | 1.800 mm                                  | 2.700 mm                               |
| Spurweite                                  | 1.000 mm                               | 1.000 mm                                  | 1.000 mm                               |
| Motortyp                                   | A6M 617                                | A6M 617                                   | A6M 617                                |
| Anzahl der Motoren                         | 1                                      | 1                                         | 1                                      |
| Antrieb                                    | Dieselmotor mit hydraulischem Getriebe | Dieselmotor mit hydraulischem Getriebe    | Dieselmotor mit hydraulischem Getriebe |
| Leistung                                   | 96 kW                                  | 96 kW                                     | 96 kW                                  |
| Drehzahl                                   | 1.500/min                              | 1.500/min                                 | 1.500/min                              |
| Höchstgeschwindigkeit                      | 20 km/h                                | 20 km/h                                   | 20 km/h                                |
| Bremse                                     | Handspindel                            | Handspindel                               | Handspindel                            |

Die Baureihe 329 bezeichnete bei der Deutschen Bundesbahn die schmalspurigen Kleinloks der Wangerooger Inselbahn. Insgesamt umfasste die Baureihe vier Lokomotiven in drei verschiedenen, aber recht ähnlichen Bauarten.

## 329 501
Die erste der vier Maschinen wurde 1952 von Gmeinder als Weiterentwicklung der dreiachsigen HF 130 C (Typbezeichnung HK 130 C) gefertigt und unter der Bezeichnung V 11 901 an die DB ausgeliefert. Diese Baureihenbezeichnung entsprach dem damaligen Bezeichnungsschema, da die Lok wegen ihrer Leistung von 130 PS (96 kW) ähnlich wie die Köf III zunächst nicht als Kleinlokomotive eingereiht wurde. Die Lokomotive hatte einen Außenrahmen. Über ein hydrodynamisches Getriebe von der Firma Voith wurde die Blindwelle angetrieben, die direkt unter dem Führerhaus saß. Von dort führte eine außenliegende Treibstange zur mittleren Achse, die wiederum durch Kuppelstangen mit den beiden anderen Achsen verbunden war. Alle Achsen und die Blindwelle verfügten über äußere Gegengewichte. Die Lok besaß einen vielfach bewährten KHD-Motor. Anfang der 1960er Jahre wurde das Führerhaus modernisiert und mit neuen Türen und Fenstern versehen.
Die Lok wurde an die Stiftung deutsche Kleinbahnen verkauft, die sie auf 600 mm umspurte und auf der De Lütt Kaffeebrenner bei Klütz einsetzt.

## 329 502 bis 503
Nach der Auslieferung zweier weiterer Maschinen in leicht abweichender Bauart, wiederum von Gmeinder, änderte sich die Baureihenbezeichnung im Jahr 1957 von V 11 auf V 99, die Ordnungsnummern änderten sich von 901–903 nach 501–503. Mit der Baureihenänderung wurde verdeutlicht, dass es sich um schmalspurige Lokomotiven handelte. Technisch entsprachen diese Lokomotiven weitgehend der Vorgängerin, der Aufbau dagegen wies rundere Formen auf und das Führerhaus war mit 2,6 m deutlich breiter. Mit der Auslieferung der beiden neuen Lokomotiven konnten auch die letzten Dampfloks der Inselbahn abgestellt werden. Ein Jahr später wurden die drei Loks schließlich als Kleinlokomotiven unter der Bezeichnung Köf 99 501–503 umgezeichnet.
Nach dem Baureihenschema der DB erhielten auch die drei Schmalspurloks im Jahr 1968 UIC-konforme siebenstellige, computerlesbare Nummern, man wählte die Baureihe 329 und behielt die bisherigen Ordnungsnummern bei.

## 329 504

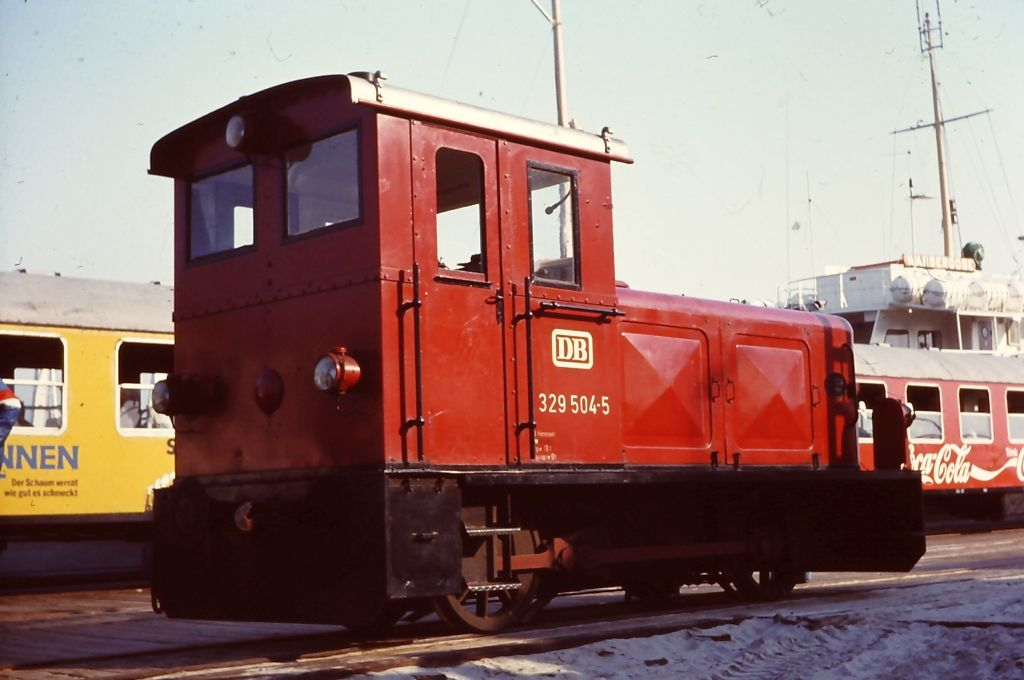
DB 329 504 der Inselbahn Wangerooge am Westanleger 1983

Weiteren Zuwachs erhielt die Baureihe im Jahr 1971, als eine 1952 von Klöckner-Humboldt-Deutz gebaute zweiachsige Lokomotive von der Inselbahn Juist (Lok: Heinrich) zunächst leihweise von der DB für die Wangerooger Bahn übernommen wurde. Ein Jahr später wurde die zwischenzeitlich als 329 504-5 bezeichnete Maschine schließlich von der DB gekauft. Auch hier erfolgte der Antrieb durch einen KHD-Motor über ein Voith-Getriebe mit integriertem Wendegetriebe auf eine Blindwelle. Diese saß aber zwischen den beiden Achsen, die beide von der Blindwelle angetrieben wurden. Durch den Innenrahmen waren keine außenliegenden Gegengewichte nötig. Für den Einsatz auf Wangerooge waren einige Änderungen nötig, wie der Einbau der Balancierhebelkupplung und eines Dreilichtspitzensignals.

## Betrieb
In den Folgejahren bewältigten die vier Maschinen den gesamten Betrieb auf der Inselbahn, lediglich für Dienstfahrten stand eine Draisine zur Verfügung. 1981 kam noch ein Triebwagen von der Spiekerooger Inselbahn hinzu, der bei geringem Reisendenaufkommen die lokbespannten Züge ersetzte und die Nummer 699 001 erhielt.

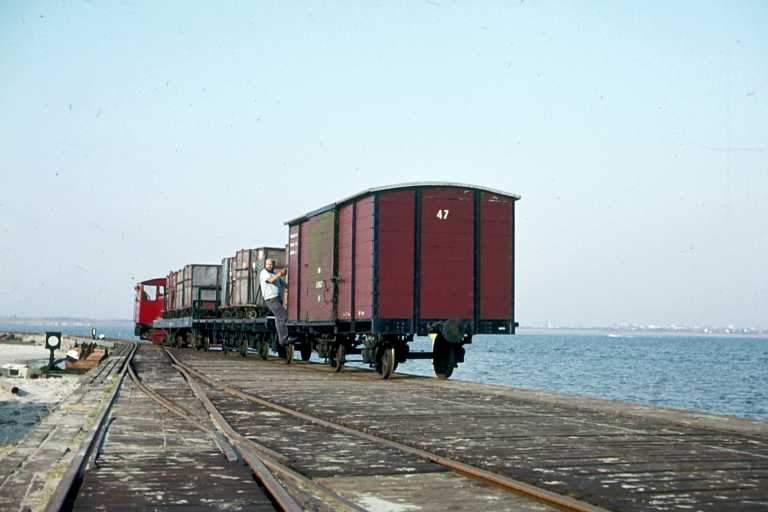
Ein Güterzug auf der Wangerooger Inselbahn

Mit der Einführung eines deutschlandweiten Nummernsystems im Zusammenhang mit der geplanten Zusammenlegung von DB und DR wurden die vier Lokomotiven (wie auch sämtliche schmalspurigen Kleinlokomotiven der Deutschen Reichsbahn) ab dem Jahr 1992 als Baureihe 399 bezeichnet, die Wangerooger Maschinen erhielten die Nummern 399 101–104. Ende des Jahres 1992 beschaffte die DB zur Unterstützung der recht betagten Maschinen zwei weitere Kleinlokomotiven des rumänischen Herstellers FAUR vom ehemaligen Mansfeld-Kombinat aus Helbra. Diese erfüllten jedoch die in sie gesetzten Erwartungen nicht und wurden seitdem nur selten eingesetzt. 
Abgelöst wurde die ehemalige Baureihe 329 schließlich 1999 mit der Lieferung zweier neuer Lokomotiven (399 107 und 108) von Schöma, die mit Unterstützung der beiden FAUR-Maschinen den Gesamtverkehr übernahmen. Im Anschluss wurden die vier alten Lokomotiven schrittweise abgestellt und 2002 an einen privaten Eisenbahnunternehmer verkauft, der alle vier Maschinen zunächst in einer Halle bei Prora auf Rügen untergestellt hatte. Die wieder in 329 501 umgezeichnete und auf eine Spurweite von 600 mm umgebaute, erste von Gmeinder gelieferte Maschine der Baureihe 329 wird seit Ende 2014 auf dem umgespurten Teil der Bahnstrecke Grevesmühlen–Klütz eingesetzt.